# اوراخ بای کیتسبوهل
اوراخ بای کیتسبوهل (به آلمانی: Aurach bei Kitzbühel) یک منطقهٔ مسکونی در اتریش است که در کیتسبول واقع شده‌است. اوراخ بای کیتسبوهل ۵۴٫۲ کیلومتر مربع مساحت دارد ۸۴۶ متر بالاتر از سطح دریا واقع شده‌است.